# بیهارتوردا
بیهارتوردا (به مجاری:  Bihartorda) یک منطقهٔ مسکونی در مجارستان است که در ناحیه پوشپوک‌لادانی واقع شده‌است. بیهارتوردا ۹۴۱ نفر جمعیت دارد.

## خواهرخوانده
شهر توردا خواهرخواندهٔ بیهارتوردا هست.